# Asociación Agraria de Jóvenes Agricultores
La Asociación Agraria - Jóvenes Agricultores (ASAJA) es la mayor de las organizaciones profesionales agrarias (OPAS) de España, más popularmente conocidas como sindicatos agrarios.
Representa a más de 250.000 afiliados y más del 60% de la producción agraria, lo que la ha convertido además en la más importante del país en las últimas elecciones a Cámaras Agrarias donde obtuvo el 58% de los votos, frente a la COAG que obtuvo el 29% y el 9% de la UPA.[cita requerida] Se le asocia con los grandes terratenientes y con el centro-derecha o derecha política, y está integrada en la organización patronal CEOE.

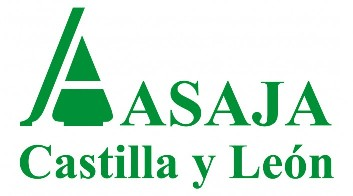
Logo de Asaja en Castilla y León

Si bien hace decenas de años que no hay en España Elecciones a Cámaras Agrarias, en realidad estas son instituciones que han desaparecido o están en proceso de desaparición. No se sabe en realidad el grado de implantación de las organizaciones de forma objetiva en el conjunto de España, por ello en el año 2014 el Partido Popular en el poder presentó una ley a las Cortes que permitiera hacer una consulta a los agricultores y ganaderos. Dicha consulta a fecha de hoy no se ha realizado. Puede deducirse no obstante que sumados los procesos electorales de ámbito regional hasta la fecha Cataluña, Castilla y León, Comunidad de Madrid y Extremadura el resultado hasta la fecha concede a ASAJA el mayor tanto por ciento 34,75%, seguida de cerca por la Unión de Uniones de agricultores y ganaderos con un 32,55%, y a mayor distancia de UPA 15,74% y COAG 16,97%.[cita requerida].

## Historia
Nació el 14 de julio de 1989 mediante la unión y fusión de la Confederación Nacional de Agricultores y Ganaderos (CNAG), el Centro Nacional de Jóvenes Agricultores (JJ.AA.) y la Unión de Federaciones Agrarias de España (UFADE). La mayoría de las organizaciones provinciales, especialmente de JJ.AA. y UFADE, fueron creadas por la UCD a semejanza de los sindicatos agrarios franceses. En la CNAG operaba AP.
Pedro Barato es desde 1990 el presidente nacional. Fue reelegido en 2018 por otros cuatro años.

### Protestas agrícolas
Durante las protestas agrícolas en España, la asociación organizó diversas movilizaciones y manifestaciones por diferentes provincias de España, haciendo que estas se expandan por todo el país.

## Visión agraria
Su objetivo es la defensa tanto de las explotaciones familiares como de las empresas agrarias bajo cualquier forma de iniciativa privada, a diferencia de las otras OPAS como UPA, Unión de Uniones o la COAG, que sólo representan a los profesionales agrarios autónomos o con explotaciones familiares de tipo pequeño o medio. Busca el desarrollo como actividad económica viable del sector primario, buscando la mejora de las condiciones de acceso de los jóvenes al ejercicio de la actividad, su capacitación y formación profesional y en general defendiendo tanto a nivel nacional como internacional, la competitividad del sector agropecuario español.
Como organización de ámbito nacional integra en su seno todas las ramas de la actividad agraria en sus modalidades agrícola, ganadera, de aprovechamiento forestal, de gestión medioambiental e incluso de las nuevas modalidades de actividad complementaria en el medio rural, como puede ser el agroturismo, organizándose internamente mediante departamentos sectoriales y horizontales, y mediante la colaboración con otras organizaciones sectoriales como CNRCA, ANCCE, OPP, FNCT, AMFAR, UNAPROLIVA, Anprogapor y ASEPRHU.

## Organizaciones integrantes
La fundación de Asaja se produce tras la fusión de la CNAG, las JJAA y UFADE, de manera que todas las organizaciones que se integraban en estas 3 asociaciones pasan a encontrarse bajo el la organización de ASAJA. Entre las organizaciones que la integran se encuentran:
- Associació Valenciana d'Agricultors (AVA): Una de las OPAS de la Comunidad Valenciana, con alrededor de 20.000 asociados.[11]
- Euskal Nekazarien Batasuna (ENBA): Es la principal organización agraria de los baserritarras profesionales de País Vasco, especialmente en Vizcaya y Guipúzcoa. Se creó en 1991.[12]
- Unión de Agricultores y Ganaderos de Navarra (UAGN): Nace en 1977 como organización representante de los agricultores navarros.
- Asociación Riojana de Agricultores y Ganaderos (ARAG): Es la principal organización agraria de la comunidad autónoma de La Rioja, con gran implantación en el sector vitivinícola, dónde es la OPA con mayor representación en el Consejo Regulador DOCa de Rioja, con el 57% de los votos.[13] Nace en 1981 tras las protestas de los agricultores de la patata, la remolacha y el vino en la comarca riojana de Nájera, y se vincula desde 1982 al Centro Nacional de Jóvenes Agricultores.[14]
- Asociación Agraria de Galicia (ASAGA): Nace en 2015. Es la segunda organización en representación de los agricultores en los Consejos Reguladores de Galicia.[15]
- Asociación Provincial de Agricultores y Ganaderos de Extremadura (APAG): Es la mayor OPE de la provincia de Badajoz. Representa a 5.000 asociados extremeños.
- Asociación Provincial de Agricultores y Ganaderos de Guadalajara (APAG): Nace en 1977. Incluye a la Agrupación de Ganaderos de la Sierra Norte, a la Cooperativa hortícola de Guadalajara, especializada en el espárrago verde y a la Asociación Provincial de Apicultores, con gran implantación en la Alcarria.[16]
- Asociación de Agricultores y Ganaderos de Canarias (ASAGA)